# Standards3
『Standards3』（スタンダーズスリー）は、中西保志3枚目のカバー・アルバム。2008年11月5日発売。発売元は徳間ジャパンコミュニケーションズ。

## 概要
『Standards2』から1年ぶりの新作は2枚組仕様で、『Standards』収録「最後の雨2007」MV収録のDVD同梱。

## 収録曲
編曲：新川博（特記以外）京田誠一（2.3.5.6.8.11）
1. はじまりはいつも雨（4:30）[1]
2. Time goes by（5:03）[1]
3. さくら（独唱）（4:23）[1]
4. 涙そうそう（4:14）[1]
5. 君がいるだけで（5:05）[1]
6. First Love（4:33）[1]
7. 桜坂（4:55）[1]
8. 雪の華（5:39）[1]
9. ロビンソン（4:36）[1]
10. 少年時代（3:27）[1]
11. 世界中の誰よりきっと（4:55）[1]
12. TSUNAMI（5:59）[1]